# 孙轻
孙轻（2世纪—3世纪），东汉末年河北地区小帅。
汉灵帝年间，以部众追随黑山军张燕。張燕在常山、趙郡、中山、上党、河内山谷中，汉献帝建安九年（204年），军阀司空曹操攻克军阀袁尚的邺城，派随军征战的行中坚将军张辽去赵国、常山等地招降孙轻等人。